# Giovanni De Stefanis
Giovanni De Stefanis né le 9 juillet 1915 à Castellinaldo, dans le Piémont et mort le 25 octobre 2006 à Agliano Terme, est un coureur cycliste italien. Professionnel de 1940 à 1948, il a notamment terminé huitième d'une édition du Tour d'Italie.

## Palmarès
- 1938
  - Turin-Breuil
  - Coppa Commendator Reano
- 1939
  - 2e du Tour des Apennins
  - 3e du Tour d'Ombrie
  - 3e de la Coppa Commendator Reano
- 1940
  - Coppa Città di Asti
  - 8e du Tour d'Italie
- 1941
  - Trente-Monte Bondone
- 1942
  - Trente-Monte Bondone
  - 8e du Milan-San Remo
- 1944
  - Coppa Marcello Sacchetto
- 1945
  - 2e du Trofeo Banfo
- 1946
  - 3e du Tour de Romagne

## Résultats sur les grands tours

### Tour d'Italie
3 participations
- 1940 : 8e
- 1946 : 21e
- 1947 : 13e